# دوژنکو
دوژنکو (به انگلیسی: Dovzhenko) شرکت فیلم‌سازی اوکراینی است، که در سال ۱۹۲۷ توسط الکساندر داوژنکو تأسیس شد.